# Huambo (provincie)
Huambská provincie je provincie Angoly. Jejím hlavním městem je Huambo. Rozloha je 34 270 km². Provincii obývá přibližně 1 948 000 lidí. Rozkládá se 450 km jihovýchodně od hlavního města Luanda.